# Метехи (Каспский муниципалитет)
Метехи (груз. მეტეხი) — село в восточной Грузии в Каспском муниципалитете края Шида-Картли. Село расположено на берегу реки Кура в 10 км от города Каспи, на высоте 560 метров над уровнем моря. По данным переписи 2014 года население села составляет 2105 человек, из которых 1025 мужчины и 1080 женщин. 99,2 % — этнические грузины. Люди на месте села жили ещё в бронзовом веке. В селе расположена церковь Успения Пресвятой Богородицы постройки XII — XIII веков.